# What Did I Do to You?
A What Did I Do to You? című dal a brit énekes-dalszerző Lisa Stansfield 4. kimásolt kislemeze az Affection című debütáló stúdióalbumról. A dal 1990. április 30-án jelent meg. A dalt Stansfield, Ian Devaney, és Andy Morris írta.
A dal pozitív értékelést kapott a zenekritikusoktól. A dal a 4. európai kislemez volt, és három korábban ki nem adott dalt tartalmazott. A "My Apple Heart", "Lay Me Down" és a "Something's Happenin'"  Ezeken a dalokat is Stansfield, Devaney és Morris írta. A "What Did I Do to You?" című dalhoz Mark Saunders amerikai Grammy-díjas house zenei DJ és producer készített remixeket, és David Moralesis szintén készített remixet a dalból. A dalhoz készült klipet Philip Richardson készítette. A dal az európai országokban Top 40-es helyezett volt. Olaszországban a 40., Finnországan a 18., Írországban a 20. és a 25. volt az Egyesült Királyságban.

## Számlista
Európai/UK 7" kislemez
1. "What Did I Do to You?" (Mark Saunders Remix Edit) – 4:20
2. "Something's Happenin'" – 3:59

Európai/UK/Japán CD single
1. "What Did I Do to You?" (Mark Saunders Remix Edit) – 4:20
2. "My Apple Heart" – 5:19
3. "Lay Me Down" – 4:17
4. "Something's Happenin'" – 3:59

UK 10" single
1. "What Did I Do to You?" (Mark Saunders Remix) – 5:52
2. "My Apple Heart" – 5:19
3. "Lay Me Down" – 4:17
4. "Something's Happenin'" – 3:59

Európai /UK 12" single
1. "What Did I Do to You?" (Morales Mix) – 7:59
2. "My Apple Heart" – 4:22
3. "Lay Me Down" – 3:19
4. "Something's Happenin'" – 3:15

UK 12" promóciós single
1. "What Did I Do to You?" (Morales Mix) – 7:59
2. "What Did I Do to You?" (Anti Poll Tax Dub) – 6:31

Egyéb remix
1. "What Did I Do to You?" (Red Zone Mix) – 7:45

## Slágerlista
| Slágerlista (1990)                    | Legjobb helyezés |
| ------------------------------------- | ---------------- |
| Belgium (Ultratop 50 Flanders)        | 37               |
| Europe (European Hot 100 Singles)     | 56               |
| Finland (Suomen virallinen lista)     | 18               |
| Germany (Official German Charts)      | 43               |
| Italy (Hit Parade)                    | 7                |
| Hollandia (Single Top 100)            | 38               |
| Egyesült Királyság (UK Singles Chart) | 25               |

| Slágerlista (1990) | Helyezés |
| ------------------ | -------- |
| Italy (Hit Parade) | 84       |